# Рэйчел Эшли
Рэйчел Эшли (англ. Rachel Ashley, род. 4 июля 1964, Луисвилл, Кентукки) — бывшая американская порноактриса, лауреатка премий AVN Awards, XRCO Award и AFAA Awards.

## Биография
Родилась 4 июля 1964 года в Луисвилле. Дебютировала в порноиндустрии в 1982 году, в возрасте 18 лет. Снималась для таких студий, как Arrow Productions, Caballero Home Video, CDI Home Video, Leisure Time Entertainment, VCA Pictures, Video-X-Pix и других. Также работала моделью: снялась для обложки сентябрьского номера 1983 года журнала Adult Cinema Review, а через два года, в декабре 1985 г., попала на первую страницу Expose XXX Video. В 1983 году под именем Ронды Вандербилдт Rhonda Vanderbildt исполнила песню Golden Girls для одноименного фильма.
В 1984 году получила несколько отраслевых наград: AVN Awards в номинации «лучшая новая старлетка», а также XRCO Award и AFAA Award в номинации «лучшая актриса» за Every Woman Has A Fantasy. За этот же фильм получила еще одну премию XRCO Award в номинации «лучшая парная сцена» совместно с Джоном Лесли.
Ушла из индустрии в 1994 году, снявшись в 101 фильме.

## Награды
| Год  | Церемония   | Результат | Номинация              | Работа                    |
| ---- | ----------- | --------- | ---------------------- | ------------------------- |
| 1984 | AVN Awards  | Победа    | Лучшая новая старлетка | н/д                       |
| 1984 | XRCO Award  | Победа    | Лучшая актриса         | Every Woman Has a Fantasy |
| 1984 | XRCO Award  | Победа    | Лучшая парная сцена    | Every Woman Has a Fantasy |
| 1984 | AFAA Awards | Номинация | Лучшая актриса         | Every Woman Has a Fantasy |

## Избранная фильмография
- 1983: Fleshdance
- 1983: Alexandra
- 1983: Golden Girls
- 1984: Every Woman Has a Fantasy
- 1984: Breaking It
- 1985: Corporate Assets
- 1985: The Sperminator
- 1986: I Wanna Be a Bad Girl
- 1986: Famous Ta Ta’s
- 1987: Transverse Tail
- 1987: Slumber Party Reunion
- 1987: Deep Inside Rachel Ashley
- 1987: The Night Before
- 1988: Shaved Sinners
- 1988: No Man’s Land 2
- 1989: Slick Honey
- 2006: Lesbian Bra Busters Of The 1980’s